# Juniorvärldsmästerskapen i friidrott 2010
Juniorvärldsmästerskapen i friidrott 2010 var de 13:e juniorvärldsmästerskapen i friidrott arrangerade av IAAF. Mästerskapet var för friidrottare under 20 år och hölls på Moncton Stadium i Moncton, Kanada, mellan 19 och 25 juli 2010. Totalt 44 grenar hölls under mästerskapen, 22 för herrar och 22 för damer. Detta var andra gången som JVM i friidrott hölls i Kanada, tidigare hade mästerskapen 1988 arrangerats i Sudbury.

## Invigningsceremoni
Mästerskapet invigdes på kvällen den 19 juli och följdes av en 90 minuters tillställning. Mästerskapen invigdes officiellt av Kanadas premiärminister Stephen Harper och Gary Lunn, Kanadas idrottsminister. En tävling, damernas 3000 m, hölls den första dagen och premiärministern delade ut den första guldmedaljen till Mercy Cherono, Kenya.

## Medaljfördelning
Värdnation
| Pl. | Nation                   | Guld | Silver | Brons | Totalt |
| --- | ------------------------ | ---- | ------ | ----- | ------ |
| 1   | Kenya                    | 7    | 4      | 4     | 15     |
| 2   | USA                      | 6    | 5      | 4     | 15     |
| 3   | Ryssland                 | 4    | 3      | 2     | 9      |
| 4   | Kuba                     | 3    | 1      | 0     | 4      |
| 5   | Etiopien                 | 2    | 3      | 0     | 5      |
| 6   | Storbritannien           | 2    | 2      | 4     | 8      |
| 7   | Frankrike                | 2    | 0      | 1     | 3      |
| 8   | Tyskland                 | 1    | 4      | 1     | 6      |
| 9   | Japan                    | 1    | 2      | 2     | 5      |
| 10  | Jamaica                  | 1    | 1      | 2     | 4      |
| 11  | Rumänien                 | 1    | 1      | 1     | 3      |
| 12  | Belarus                  | 1    | 1      | 0     | 2      |
| 12  | Litauen                  | 1    | 1      | 0     | 2      |
| 12  | Norge                    | 1    | 1      | 0     | 2      |
| 15  | Nederländerna            | 1    | 0      | 3     | 4      |
| 16  | Qatar                    | 1    | 0      | 1     | 2      |
| 16  | Sydafrika                | 1    | 0      | 1     | 2      |
| 16  | Sverige                  | 1    | 0      | 1     | 2      |
| 16  | Trinidad och Tobago      | 1    | 0      | 1     | 2      |
| 20  | Bahamas                  | 1    | 0      | 0     | 1      |
| 20  | Brasilien                | 1    | 0      | 0     | 1      |
| 20  | Finland                  | 1    | 0      | 0     | 1      |
| 20  | Grenada                  | 1    | 0      | 0     | 1      |
| 20  | Montenegro               | 1    | 0      | 0     | 1      |
| 20  | Nya Zeeland              | 1    | 0      | 0     | 1      |
| 26  | Kina                     | 0    | 3      | 4     | 7      |
| 27  | Nigeria                  | 0    | 3      | 0     | 3      |
| 28  | Ungern                   | 0    | 2      | 0     | 2      |
| 29  | Italien                  | 0    | 1      | 1     | 2      |
| 30  | Algeriet                 | 0    | 1      | 0     | 1      |
| 30  | Lettland                 | 0    | 1      | 0     | 1      |
| 30  | Serbien                  | 0    | 1      | 0     | 1      |
| 30  | Slovenien                | 0    | 1      | 0     | 1      |
| 30  | Spanien                  | 0    | 1      | 0     | 1      |
| 35  | Kanada                   | 0    | 0      | 2     | 2      |
| 35  | Uganda                   | 0    | 0      | 2     | 2      |
| 35  | Ukraina                  | 0    | 0      | 2     | 2      |
| 38  | Australien               | 0    | 0      | 1     | 1      |
| 38  | Azerbajdzjan             | 0    | 0      | 1     | 1      |
| 38  | Egypten                  | 0    | 0      | 1     | 1      |
| 38  | Irland                   | 0    | 0      | 1     | 1      |
| 38  | Island                   | 0    | 0      | 1     | 1      |
| 38  | Marocko                  | 0    | 0      | 1     | 1      |
| 38  | Amerikanska Jungfruöarna | 0    | 0      | 1     | 1      |
|     | Total                    | 44   | 44     | 44    | 132    |

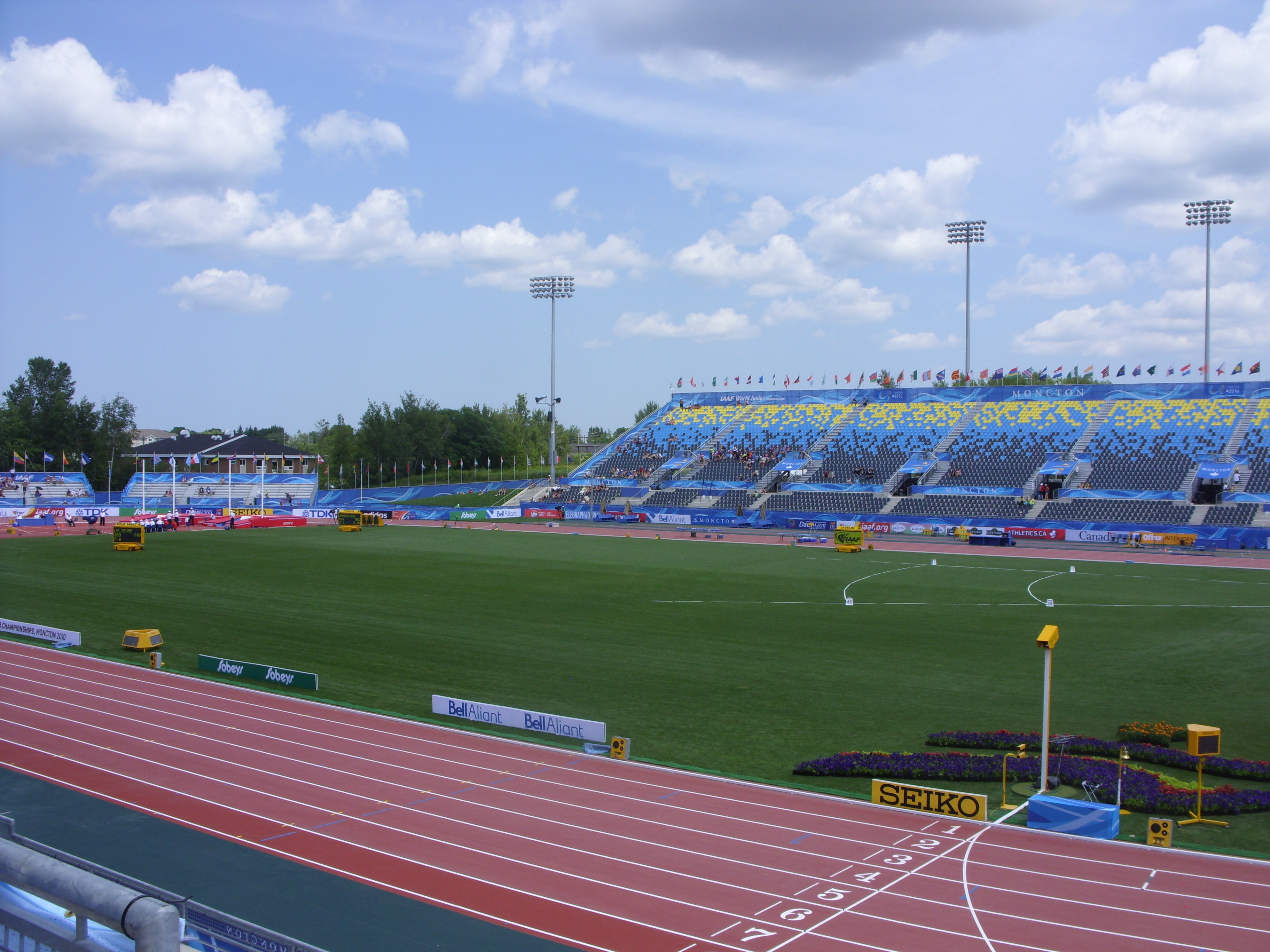
Det nya Moncton Stadium byggdes särskilt för mästerskapen.

*All information kommer från IAAF:s hemsida.

## Resultat
- Nyckel
  - WJR - Världsrekord för juniorer
  - WJL - Världsårsbästa för juniorer
  - NJR - Nationsrekord för juniorer
  - NR - Nationsrekord
  - CR - Mästerskapsrekord
  - PB - Personligt rekord
  - SB - Personligt rekord för säsongen

### Herrar
| Gren               | Guld                                                           | Guld              | Silver                                                          | Silver        | Brons                                                                    | Brons          |
| 100 m              | Dexter Lee Jamaica                                             | 10,21             | Charles Silmon USA                                              | 10,23 (PB)    | Jimmy Vicaut Frankrike                                                   | 10,28          |
| 200 m              | Shōta Iizuka Japan                                             | 20,67             | Aliaksandr Linnik Belarus                                       | 20,89         | Aaron Brown Kanada                                                       | 21,00 (PB)     |
| 400 m              | Kirani James Grenada                                           | 45,89             | Marcell Deák-Nagy Ungern                                        | 46,09         | Errol Nolan USA                                                          | 46,36          |
| 800 m              | David Mutinda Mutua Kenya                                      | 1.46,41 (PB)      | Casimir Loxsom USA                                              | 1.46,57 (PB)  | Robby Andrews USA                                                        | 1.47,00        |
| 1500 m             | Caleb Mwangangi Ndiku Kenya                                    | 3.37,30 (PB)      | Abderrahmane Anou Algeriet                                      | 3.38,86       | Mohammad Al-Garni Qatar                                                  | 3.38,91        |
| 5000 m             | David Kiprotich Bett Kenya                                     | 13.23,76          | John Kipkoech Kenya                                             | 13.26,03 (PB) | Aziz Lahbabi Marocko                                                     | 13.28,92 (NJR) |
| 10 000 m           | Dennis Chepkongin Masai Kenya                                  | 27.53,88 (WJL)    | Gebretsadik Abraha Etiopien                                     | 28.03,45 (PB) | Paul Kipchumba Lonyangata Kenya                                          | 28.14,55 (PB)  |
| 110 m häck (99 cm) | Pascal Martinot-Lagarde Frankrike                              | 13,52             | Vladimir Vukicevic Norge                                        | 13,59         | Jack Meredith Storbritannien                                             | 13,59          |
| 400 m häck         | Jehue Gordon Trinidad och Tobago                               | 49,30             | Takatoshi Abe Japan                                             | 49,46 (PB)    | Leslie Murray Amerikanska Jungfruöarna                                   | 50,22 (SB)     |
| 3000 m hinder      | Jonathan Muia Ndiku Kenya                                      | 8.23,48           | Albert Kiptoo Yator Kenya                                       | 8.33,55 (PB)  | Jacob Araptany Uganda                                                    | 8.37,02        |
| 4 x 100 m stafett  | USA Michael Granger Charles Silmon Eric Harris Oliver Bradwell | 38,93 (WJL)       | Jamaica Brandon Tomlinson Bernardo Brady Odane Skeen Dexter Lee | 39,55 (SB)    | Trinidad och Tobago Jamol James Sabian Cox Moriba Morain Shermund Allsop | 39,72 (SB)     |
| 4 x 400 m stafett  | USA Joshua Mance Errol Nolan David Verburg Michael Berry       | 3.04,76 (WJL)     | Jamaica Japhet Samuel Tobi Ogunmola Jonathan Nmaju Salihu Isah  | 3.06,36 (NJR) | Storbritannien Nathan Wake Dan Putnam Sebastian Rodger Jack Green        | 3.06,49 (SB)   |
| 10000 m gång       | Valerij Filiptjuk Ryssland                                     | 40.43,17 (WJL)    | Cai Zelin Kina                                                  | 40.43,59 (PB) | Pjotr Bogatirjev Ryssland                                                | 40.50,37 (PB)  |
| Diskus (1,750 kg)  | Andrius Gudžius Litauen                                        | 63,78             | Andrei Gag Rumänien                                             | 61,85 (PB)    | Julian Wruck Australien                                                  | 61,09          |
| Slägga (6 kg)      | Conor McCullough USA                                           | 80,79 (CR), (NJR) | Ákos Hudi Ungern                                                | 78,37         | Alaa El-Din El-Ashry Egypten                                             | 76,66 (PB)     |
| Spjut              | Till Wöschler Tyskland                                         | 82,52 (WJL)       | Genki Dean Japan                                                | 76,44 (PB)    | Dmitri Tarabin Ryssland                                                  | 76,42          |
| Kula (6 kg)        | Jacko Gill Nya Zeeland                                         | 20,76 (WJL)       | Božidar Antunović Serbien                                       | 20,20 (NJR)   | Ding Yongheng Kina                                                       | 20,14 (PB)     |
| Höjdhopp           | Mutaz Essa Barshim Qatar                                       | 2,30              | David Smith USA                                                 | 2,24 (PB)     | Naoto Tobe Japan                                                         | 2,21 (SB)      |
| Stavhopp           | Anton Ivakin Ryssland                                          | 5,50 (WJL)        | Claudio Stecchi Italien                                         | 5,40 (PB)     | Andrew Sutcliffe Storbritannien                                          | 5,35 (PB)      |
| Längdhopp          | Luvo Manyonga Sydafrika                                        | 7,99              | Eusebio Cáceres Spanien                                         | 7,90          | Taylor Stewart Kanada                                                    | 7,63           |
| Tresteg            | Aleksej Fjodorov Ryssland                                      | 16,68             | Ernesto Revé Kuba                                               | 16,47         | Omar Craddock USA                                                        | 16,23          |
| Tiokamp            | Kevin Mayer Frankrike                                          | 7 928 (PB)        | Ilja Sjkurenjev Ryssland                                        | 7 830 (PB)    | Marcus Nilsson Sverige                                                   | 7 751 (PB)     |

### Damer
| Gren            | Guld                                                              | Guld           | Silver                                                                           | Silver        | Brons                                                                     | Brons         |
| 100 m           | Jodie Williams Storbritannien                                     | 11,40          | Takeia Pinckney USA                                                              | 11,49         | Jamile Samuel Nederländerna                                               | 11,56         |
| 200 m           | Stormy Kendrick USA                                               | 22,99 (PB)     | Jodie Williams Storbritannien                                                    | 23,19         | Jamile Samuel Nederländerna                                               | 23,27         |
| 400 m           | Shaunae Miller Bahamas                                            | 52,52          | Margaret Etim Nigeria                                                            | 53,05         | Bianca Răzor Rumänien                                                     | 53,17         |
| 800 m           | Elena Mirela Lavric Rumänien                                      | 2.01,85        | Cherono Koech Kenya                                                              | 2.02,29       | Annet Negesa Uganda                                                       | 2.02,51       |
| 1500 m          | Tizita Bogale Etiopien                                            | 4.08,06 (PB)   | Ciara Mageean Irland                                                             | 4.09,51 (NJR) | Nancy Chepkwemoi Kenya                                                    | 4.11,04 (PB)  |
| 3000 m          | Mercy Cherono Kenya                                               | 8.55,07 (WJL)  | Emebet Anteneh Etiopien                                                          | 8.55,24 (PB)  | Lajes Abdullajeva Azerbajdzjan                                            | 8.55,33 (NJR) |
| 5000 m          | Genzebe Dibaba Etiopien                                           | 15.08,06 (CR)  | Mercy Cherono Kenya                                                              | 15.09,19      | Alice Aprot Nawowuna Kenya                                                | 15.17,39 (PB) |
| 100 m häck      | Isabelle Pedersen Norge                                           | 13,30 (NJR)    | Jenna Pletsch Tyskland                                                           | 13,35         | Miriam Hehl Tyskland                                                      | 13,46         |
| 400 m häck      | Katsiaryna Artyukh Belarus                                        | 56,16 (WJL)    | Vera Rudakova Ryssland                                                           | 57,16 (PB)    | Evonne Britton USA                                                        | 57,32 (PB)    |
| 3000 m hinder   | Purity Cherotich Kirui Kenya                                      | 9:36.34 (PB)   | Birtukan Adamu Etiopien                                                          | 9:43.23 (PB)  | Lucia Kamene Muangi Kenya                                                 | 9:43.71 (PB)  |
| 4×100 m stafett | USA Stormy Kendrick Takeia Pinckney Dezerea Bryant Ashley Collier | 43,44 (WJL)    | Tyskland Nadja Bahl Leena Günther Tatjana Pinto Stefanie Pähler                  | 43,74 (NJR)   | Nederländerna Dafne Schippers Loreanne Kuhurima Eva Lubbers Jamile Samuel | 44,09 (NJR)   |
| 4×400 m stafett | USA Diamond Dixon Stacey-Ann Smith Laura Roesler Regina George    | 3.31,20 (WJL)  | Nigeria Nkiruka Florence Uwakwe Bukola Abogunloko Chizoba Okodogbe Margaret Etim | 3.31,84 (SB)  | Jamaica Jody Ann Muir Janieve Russell Natoya Goule Chris-Ann Gordon       | 3.32,24 (SB)  |
| 10000 m gång    | Jelena Lasjmanova Ryssland                                        | 44.11,90 (WJL) | Anna Lukjanova Ryssland                                                          | 44.17,98 (PB) | Kumiko Okada Japan                                                        | 45.56,15      |
| Diskus          | Yaime Pérez Kuba                                                  | 56,01          | Erin Pendleton USA                                                               | 54,96         | Yuliya Kurylo Ukraina                                                     | 53,96         |
| Slägga          | Sophie Hitchon Storbritannien                                     | 66,01 (NJR)    | Barbara Špiler Slovenien                                                         | 65,28         | Zhang Li Kina                                                             | 63,96         |
| Spjutkastning   | Sanni Utriainen Finland                                           | 56,69 (PB)     | Līna Mūze Lettland                                                               | 56,64 (PB)    | Tazmin Brits Sydafrika                                                    | 54,55         |
| Kulstötning     | Geisa Arcanjo Brasilien                                           | 17,02          | Meng Qianqian Kina                                                               | 16,94         | Cui Shuang Kina                                                           | 16,13         |
| Höjdhopp        | Marija Vuković Montenegro                                         | 1,91 (NR)      | Airinė Palšytė Litauen                                                           | 1,89          | Elena Vallortigara Italien                                                | 1,89          |
| Stavhopp        | Angelica Bengtsson Sverige                                        | 4,25 (NJR)     | Victoria von Eynatten Tyskland                                                   | 4,20          | Holly Bleasdale Storbritannien                                            | 4,15          |
| Längdhopp       | Irisdaymi Herrera Kuba                                            | 6,41 (PB)      | Wang Wupin Kina                                                                  | 6,23          | Marharyta Tverdohlib Ukraina                                              | 6,20          |
| Tresteg         | Dailenys Alcántara Kuba                                           | 14,09          | Laura Samuel Storbritannien                                                      | 13,75 (NJR)   | Deng Lina Kina                                                            | 13,72 (PB)    |
| Sjukamp         | Dafne Schippers Nederländerna                                     | 5 967 (PB)     | Sara Gambetta Tyskland                                                           | 5 770 (PB)    | Helga Margrét Thorsteinsdóttir Island                                     | 5 706         |